# Ville-sur-Yron
Ville-sur-Yron je francouzská obec v departementu Meurthe-et-Moselle v regionu Grand Est. V roce 2014 zde žilo 300 obyvatel.

## Poloha obce
Sousední obce jsou: Brainville, Bruville, Hannonville-Suzémont, Jarny a Mars-la-Tour.

## Vývoj počtu obyvatel
Počet obyvatel